# BAFTA a la millor direcció
El BAFTA a la millor direcció és un dels premis BAFTA atorgats per la British Academy of Film and Television Arts (BAFTA) en una cerimònia anual des de 1969, en reconeixement de la millor direcció cinematogràfica.

## Guanyadors i nominats
Els anys indicats són aquells en què es va celebrar la cerimònia, que té lloc l'any següent de l'estrena de les pel·lícules en qüestió.

### Dècada del 1960
| Any  | Nominat(s)        | Pel·lícula                |
| ---- | ----------------- | ------------------------- |
| 1969 | Mike Nichols      | El graduat (The Graduate) |
| 1969 | Carol Reed        | Oliver!                   |
| 1969 | Lindsay Anderson  | If...                     |
| 1969 | Franco Zeffirelli | Romeo and Juliet          |

### Dècada del 1970
| Any  | Nominat(s)           | Pel·lícula                                                                   |
| ---- | -------------------- | ---------------------------------------------------------------------------- |
| 1970 | John Schlesinger     | Cowboy de mitjanit (Midnight Cowboy)                                         |
| 1970 | Peter Yates          | Bullitt                                                                      |
| 1970 | Richard Attenborough | Oh! What a Lovely War                                                        |
| 1970 | Ken Russell          | Dones enamorades (Women in Love)                                             |
| 1971 | George Roy Hill      | Butch Cassidy and the Sundance Kid                                           |
| 1971 | Ken Loach            | Kes                                                                          |
| 1971 | Robert Altman        | M*A*S*H                                                                      |
| 1971 | David Lean           | La filla de Ryan (Ryan's Daughter)                                           |
| 1972 | John Schlesinger     | Diumenge, maleït diumenge (Sunday Bloody Sunday)                             |
| 1972 | Joseph Losey         | El missatger (The Go-Between)                                                |
| 1972 | Luchino Visconti     | Morte a Venezia                                                              |
| 1972 | Milos Forman         | Vull volar (Taking Off)                                                      |
| 1973 | Bob Fosse            | Cabaret                                                                      |
| 1973 | Stanley Kubrick      | La taronja mecànica (A Clockwork Orange)                                     |
| 1973 | William Friedkin     | French Connection (The French Connection)                                    |
| 1973 | Peter Bogdanovich    | L'última projecció (The Last Picture Show)                                   |
| 1974 | François Truffaut    | La nit americana (La Nuit américaine)                                        |
| 1974 | Luis Buñuel          | El discret encant de la burgesia (Le Charme discret de la bourgeoisie)       |
| 1974 | Fred Zinnemann       | Xacal (The Day of the Jackal)                                                |
| 1974 | Nicolas Roeg         | Amenaça a l'ombra (Don't Look Now / A Venezia... un dicembre rosso shocking) |
| 1975 | Roman Polanski       | Chinatown                                                                    |
| 1975 | Francis Ford Coppola | La conversa (The Conversation)                                               |
| 1975 | Louis Malle          | Lacombe Lucien                                                               |
| 1975 | Sidney Lumet         | Assassinat a l'Orient Express (Murder on the Orient Express)                 |
| 1975 | Sidney Lumet         | Serpico                                                                      |
| 1976 | Stanley Kubrick      | Barry Lyndon                                                                 |
| 1976 | Steven Spielberg     | Tauró (Jaws)                                                                 |
| 1976 | Sidney Lumet         | Tarda negra (Dog Day Afternoon)                                              |
| 1976 | Martin Scorsese      | Alícia ja no viu aquí (Alice Doesn't Live Here Anymore)                      |
| 1977 | Milos Forman         | Algú va volar sobre el niu del cucut (One Flew Over the Cuckoo's Nest)       |
| 1977 | Alan J. Pakula       | Tots els homes del president (All the President's Men)                       |
| 1977 | Martin Scorsese      | Taxi Driver                                                                  |
| 1977 | Alan Parker          | Bugsy Malone                                                                 |
| 1978 | Woody Allen          | Annie Hall                                                                   |
| 1978 | John G. Avildsen     | Rocky                                                                        |
| 1978 | Sidney Lumet         | Network                                                                      |
| 1978 | Richard Attenborough | Un pont massa llunyà (A Bridge Too Far)                                      |
| 1979 | Alan Parker          | L'Exprés de Mitjanit (Midnight Express)                                      |
| 1979 | Steven Spielberg     | Encontres a la tercera fase (Close Encounters of the Third Kind)             |
| 1979 | Fred Zinnemann       | Julia                                                                        |
| 1979 | Robert Altman        | A Wedding                                                                    |

### Dècada del 1980
| Any  | Nominat(s)            | Pel·lícula                                                  |
| ---- | --------------------- | ----------------------------------------------------------- |
| 1980 | Francis Ford Coppola  | Apocalypse Now                                              |
| 1980 | Michael Cimino        | El caçador (The Deer Hunter)                                |
| 1980 | Woody Allen           | Manhattan                                                   |
| 1980 | John Schlesinger      | Yanks                                                       |
| 1981 | Akira Kurosawa        | Kagemusha                                                   |
| 1981 | David Lynch           | L'home elefant (The Elephant Man)                           |
| 1981 | Alan Parker           | Fama (Fame)                                                 |
| 1981 | Robert Benton         | Kramer contra Kramer (Kramer vs. Kramer)                    |
| 1982 | Louis Malle           | Atlantic City                                               |
| 1982 | Hugh Hudson           | Carros de foc (Chariots of Fire)                            |
| 1982 | Karel Reisz           | La dona del tinent francès (The French Lieutenant's Woman)  |
| 1982 | Bill Forsyth          | Gregory's Girl                                              |
| 1983 | Richard Attenborough  | Gandhi                                                      |
| 1983 | Steven Spielberg      | ET, l'extraterrestre (E.T. the Extra-Terrestrial)           |
| 1983 | Costa-Gavras          | Missing                                                     |
| 1983 | Mark Rydell           | On Golden Pond                                              |
| 1984 | Bill Forsyth          | Un personatge genial (Local Hero)                           |
| 1984 | Sydney Pollack        | Tootsie                                                     |
| 1984 | Martin Scorsese       | The King of Comedy                                          |
| 1984 | James Ivory           | Heat and Dust                                               |
| 1985 | Wim Wenders           | París, Texas (Paris, Texas)                                 |
| 1985 | Sergio Leone          | Hi havia una vegada a Amèrica (Once Upon a Time in America) |
| 1985 | Roland Joffé          | Els crits del silenci (The Killing Fields)                  |
| 1985 | Peter Yates           | L'ajudant de camerino (The Dresser)                         |
| 1986 | No hi va haver premis |                                                             |
| 1987 | Woody Allen           | Hannah i les seves germanes (Hannah and Her Sisters)        |
| 1987 | Roland Joffé          | La missió (The Mission)                                     |
| 1987 | Neil Jordan           | Mona Lisa                                                   |
| 1987 | James Ivory           | Una habitació amb vista (A Room with a View)                |
| 1988 | Oliver Stone          | Platoon                                                     |
| 1988 | Claude Berri          | Jean de Florette                                            |
| 1988 | John Boorman          | Esperança i glòria (Hope and Glory)                         |
| 1988 | Richard Attenborough  | Cry Freedom                                                 |
| 1989 | Louis Malle           | Au revoir les enfants                                       |
| 1989 | Bernardo Bertolucci   | L'últim emperador (The Last Emperor)                        |
| 1989 | Charles Crichton      | Un peix anomenat Wanda (A Fish Called Wanda)                |
| 1989 | Gabriel Axel          | El festí de Babette (Babettes Gaestebud)                    |

### Dècada del 1990
| Any  | Nominat(s)           | Pel·lícula                                                 |
| ---- | -------------------- | ---------------------------------------------------------- |
| 1990 | Kenneth Branagh      | Enric V (Henry V)                                          |
| 1990 | Stephen Frears       | Les amistats perilloses (Dangerous Liaisons)               |
| 1990 | Peter Weir           | El club dels poetes morts (Dead Poets Society)             |
| 1990 | Alan Parker          | Crema Mississippi (Mississippi Burning)                    |
| 1991 | Martin Scorsese      | Un dels nostres (Goodfellas)                               |
| 1991 | Woody Allen          | Delictes i faltes (Crimes and Misdemeanors)                |
| 1991 | Bruce Beresford      | Tot passejant Miss Daisy (Driving Miss Daisy)              |
| 1991 | Giuseppe Tornatore   | Cinema Paradiso (Nuovo Cinema Paradiso)                    |
| 1992 | Alan Parker          | The Commitments                                            |
| 1992 | Jonathan Demme       | El silenci dels anyells (The Silence of the Lambs)         |
| 1992 | Ridley Scott         | Thelma i Louise (Thelma & Louise)                          |
| 1992 | Kevin Costner        | Ballant amb llops (Dances with Wolves)                     |
| 1993 | Robert Altman        | El joc de Hollywood (The Player)                           |
| 1993 | Clint Eastwood       | Sense perdó (Unforgiven)                                   |
| 1993 | Neil Jordan          | Joc de llàgrimes (The Crying Game)                         |
| 1993 | James Ivory          | Retorn a Howards End (Howards End)                         |
| 1994 | Steven Spielberg     | La llista de Schindler (Schindler's List)                  |
| 1994 | Jane Campion         | El piano (The Piano)                                       |
| 1994 | James Ivory          | El que queda del dia (The Remains of The Day)              |
| 1994 | Richard Attenborough | Shadowlands                                                |
| 1995 | Mike Newell          | Quatre bodes i un funeral (Four Weddings and a Funeral)    |
| 1995 | Robert Zemeckis      | Forrest Gump                                               |
| 1995 | Quentin Tarantino    | Pulp Fiction                                               |
| 1995 | Krzysztof Kieslowski | Tres colors: Vermell (Trois couleurs : Rouge)              |
| 1996 | Michael Radford      | Il postino                                                 |
| 1996 | Mel Gibson           | Braveheart                                                 |
| 1996 | Ang Lee              | Sentit i sensibilitat (pel·lícula) (Sense and Sensibility) |
| 1996 | Nicholas Hytner      | La follia del rei George (The Madness of King George)      |
| 1997 | Joel Coen            | Fargo                                                      |
| 1997 | Anthony Minghella    | El pacient anglès (The English Patient)                    |
| 1997 | Scott Hicks          | Shine                                                      |
| 1997 | Mike Leigh           | Secrets i mentides (Secrets & Lies)                        |
| 1998 | Baz Luhrmann         | Romeo + Juliet                                             |
| 1998 | James Cameron        | Titanic                                                    |
| 1998 | Curtis Hanson        | L.A. Confidential                                          |
| 1998 | Peter Cattaneo       | The Full Monty                                             |
| 1999 | Peter Weir           | The Truman Show                                            |
| 1999 | John Madden          | Shakespeare in Love                                        |
| 1999 | Shekhar Kapur        | Elisabet (Elizabeth)                                       |
| 1999 | Steven Spielberg     | Salvem el soldat Ryan (Saving Private Ryan)                |

### Dècada del 2000
| Any  | Nominat(s)                       | Pel·lícula                                                                                         |
| ---- | -------------------------------- | -------------------------------------------------------------------------------------------------- |
| 2000 | Pedro Almodóvar                  | Todo sobre mi madre                                                                                |
| 2000 | Sam Mendes                       | American Beauty                                                                                    |
| 2000 | M. Night Shyamalan               | El sisè sentit (The Sixth Sense)                                                                   |
| 2000 | Anthony Minghella                | L'enginyós senyor Ripley (The Talented Mr. Ripley)                                                 |
| 2000 | Neil Jordan                      | El final de l'idil·li (The End of the Affair)                                                      |
| 2001 | Ang Lee                          | Tigre i drac (Crouching Tiger, Hidden Dragon)                                                      |
| 2001 | Steven Soderbergh                | Traffic                                                                                            |
| 2001 | Steven Soderbergh                | Erin Brockovich                                                                                    |
| 2001 | Ridley Scott                     | Gladiator                                                                                          |
| 2001 | Stephen Daldry                   | Billy Elliot                                                                                       |
| 2002 | Peter Jackson                    | El Senyor dels Anells: La Germandat de l'Anell (The Lord of the Rings: The Fellowship of the Ring) |
| 2002 | Ron Howard                       | A Beautiful Mind                                                                                   |
| 2002 | Baz Luhrmann                     | Moulin Rouge!                                                                                      |
| 2002 | Robert Altman                    | Gosford Park                                                                                       |
| 2002 | Jean-Pierre Jeunet               | Amélie (Le Fabuleux Destin d'Amélie Poulain)                                                       |
| 2003 | Roman Polanski                   | El pianista (The Pianist)                                                                          |
| 2003 | Rob Marshall                     | Chicago                                                                                            |
| 2003 | Stephen Daldry                   | Les hores (The Hours)                                                                              |
| 2003 | Peter Jackson                    | El Senyor dels Anells: Les dues torres (The Lord of the Rings: The Two Towers)                     |
| 2003 | Martin Scorsese                  | Gangs of New York                                                                                  |
| 2004 | Peter Weir                       | Master and Commander: The Far Side of the World                                                    |
| 2004 | Peter Jackson                    | El Senyor dels Anells: El retorn del rei (The Lord of the Rings: The Return of the King)           |
| 2004 | Sofia Coppola                    | Lost in Translation                                                                                |
| 2004 | Anthony Minghella                | Cold Mountain                                                                                      |
| 2004 | Tim Burton                       | Big Fish                                                                                           |
| 2005 | Mike Leigh                       | El secret de Vera Drake (Vera Drake)                                                               |
| 2005 | Martin Scorsese                  | L'aviador (The Aviator)                                                                            |
| 2005 | Marc Forster                     | Descobrir el País de Mai Més (Finding Neverland)                                                   |
| 2005 | Michael Mann                     | Collateral                                                                                         |
| 2005 | Michel Gondry                    | Eternal Sunshine of the Spotless Mind                                                              |
| 2006 | Ang Lee                          | Brokeback Mountain                                                                                 |
| 2006 | George Clooney                   | Bona nit i bona sort (Good Night, and Good Luck)                                                   |
| 2006 | Paul Haggis                      | Crash                                                                                              |
| 2006 | Fernando Meirelles               | The Constant Gardener                                                                              |
| 2006 | Bennett Miller                   | Capote                                                                                             |
| 2007 | Paul Greengrass                  | United 93                                                                                          |
| 2007 | Martin Scorsese                  | Infiltrats (The Departed)                                                                          |
| 2007 | Stephen Frears                   | La reina (The Queen)                                                                               |
| 2007 | Alejandro González Iñárritu      | Babel                                                                                              |
| 2007 | Jonathan Dayton i Valerie Faris  | Petita Miss Sunshine (Little Miss Sunshine)                                                        |
| 2008 | Ethan i Joel Coen                | No Country for Old Men                                                                             |
| 2008 | Joe Wright                       | Expiació (Atonement)                                                                               |
| 2008 | Paul Greengrass                  | L'ultimàtum de Bourne (The Bourne Ultimatum)                                                       |
| 2008 | Florian Henckel von Donnersmarck | La vida dels altres (Das Leben der Anderen)                                                        |
| 2008 | Paul Thomas Anderson             | Pous d'ambició (There Will Be Blood)                                                               |
| 2009 | Danny Boyle                      | Slumdog Millionaire                                                                                |
| 2009 | Clint Eastwood                   | L'intercanvi (Changeling)                                                                          |
| 2009 | David Fincher                    | El curiós cas de Benjamin Button (The Curious Case of Benjamin Button)                             |
| 2009 | Ron Howard                       | Frost/Nixon                                                                                        |
| 2009 | Stephen Daldry                   | El lector (The Reader)                                                                             |

### Dècada del 2010
| Any               | Nominat(s)                              | Pel·lícula                                 |
| ----------------- | --------------------------------------- | ------------------------------------------ |
| 2010              | Kathryn Bigelow                         | En terra hostil (The Hurt Locker)          |
| 2010              | James Cameron                           | Avatar                                     |
| 2010              | Lone Scherfig                           | Una educació (An Education)                |
| 2010              | Quentin Tarantino                       | Maleïts malparits (Inglourious Basterds)   |
| 2010              | Neill Blomkamp                          | Districte 9 (District 9)                   |
| 2011              | David Fincher                           | La xarxa social (The Social Network)       |
| 2011              | Tom Hooper                              | El discurs del rei (The King's Speech)     |
| 2011              | Danny Boyle                             | 127 hores (127 Hours)                      |
| 2011              | Darren Aronofsky                        | El cigne negre (Black Swan)                |
| 2011              | Christopher Nolan                       | Origen (Inception)                         |
| 2012              | Michel Hazanavicius                     | The Artist                                 |
| 2012              | Tomas Alfredson                         | El talp (Tinker Tailor Soldier Spy)        |
| 2012              | Lynne Ramsay                            | We Need to Talk About Kevin                |
| 2012              | Nicolas Winding Refn                    | Drive                                      |
| 2012              | Martin Scorsese                         | Hugo                                       |
| 2013              | Ben Affleck                             | Argo                                       |
| 2013              | Kathryn Bigelow                         | Zero Dark Thirty                           |
| 2013              | Michael Haneke                          | Amor (Amour)                               |
| 2013              | Ang Lee                                 | La vida de Pi (Life of Pi)                 |
| 2013              | Quentin Tarantino                       | Django desencadenat (Django Unchained)     |
| 2014              | Alfonso Cuarón                          | Gravity                                    |
| 2014              | Paul Greengrass                         | Capità Phillips (Captain Phillips)         |
| 2014              | Steve McQueen                           | 12 anys d'esclavitud (12 Years a Slave)    |
| 2014              | David O. Russell                        | American Hustle                            |
| 2014              | Martin Scorsese                         | The Wolf of Wall Street                    |
| 2015              | Richard Linklater                       | Boyhood                                    |
| 2015              | Wes Anderson                            | The Grand Budapest Hotel                   |
| 2015              | Damien Chazelle                         | Wiplash                                    |
| 2015              | Alejandro González Iñárritu             | Birdman                                    |
| 2015              | James Marsh                             | The Theory of Everything                   |
| 2016              | Alejandro González Iñárritu             | The Revenant                               |
| 2016              | Todd Haynes                             | Carol                                      |
| 2016              | Adam McKay                              | The Big Short                              |
| 2016              | Ridley Scott                            | The Martian                                |
| 2016              | Steven Spielberg                        | Bridge of Spies                            |
| 2017              | Damien Chazelle                         | La La Land                                 |
| 2017              | Tom Ford                                | Nocturnal Animals                          |
| 2017              | Ken Loach                               | Jo, Daniel Blake (I, Daniel Blake)         |
| 2017              | Kenneth Lonergan                        | Manchester by the Sea                      |
| 2017              | Denis Villeneuve                        | Arrival                                    |
| 2018              | Guillermo del Toro                      | The Shape of Water                         |
| 2018              | Luca Guadagnino                         | Digue'm pel teu nom (Call Me by Your Name) |
| 2018              | Martin McDonagh                         | Three Billboards Outside Ebbing, Missouri  |
| 2018              | Christopher Nolan                       | Dunkerque (Dunkirk)                        |
| 2018              | Denis Villeneuve                        | Blade Runner 2049                          |
| 2019              |                                         |                                            |
| Alfonso Cuarón    | Roma                                    |                                            |
| Bradley Cooper    | A Star Is Born                          |                                            |
| Yorgos Lanthimos  | The Favourite                           |                                            |
| Spike Lee         | Infiltrat en el KKKlan (BlacKkKlansman) |                                            |
| Paweł Pawlikowski | Guerra freda (Zimna wojna)              |                                            |

### Dècada del 2020
| Any                              | Nominat(s)                                                      | Pel·lícula |
| -------------------------------- | --------------------------------------------------------------- | ---------- |
| 2020                             |                                                                 |            |
| Sam Mendes                       | 1917                                                            |            |
| Bong Joon-ho                     | Paràsits (Parasite)                                             |            |
| Todd Phillips                    | Joker                                                           |            |
| Martin Scorsese                  | The Irishman                                                    |            |
| Quentin Tarantino                | Once Upon a Time in Hollywood                                   |            |
| 2021                             |                                                                 |            |
| Chloé Zhao                       | Nomadland                                                       |            |
| Lee Isaac Chung                  | Minari: Història de la meva família (Minari)                    |            |
| Sarah Gavron                     | Rocks                                                           |            |
| Shannon Murphy                   | Babyteeth                                                       |            |
| Thomas Vinterberg                | Una altra ronda (Druk / Another Round)                          |            |
| Jasmila Žbanić                   | Quo Vadis, Aida?                                                |            |
| 2022                             |                                                                 |            |
| Jane Campion                     | The Power of the Dog                                            |            |
| Paul Thomas Anderson             | Licorice Pizza                                                  |            |
| Audrey Diwan                     | L'esdeveniment (Happening)                                      |            |
| Julia Ducournau                  | Titane                                                          |            |
| Ryusuke Hamaguchi                | Drive My Car                                                    |            |
| Aleem Khan                       | After Love                                                      |            |
| 2023                             |                                                                 |            |
| Edward Berger                    | Res de nou a l'oest (Im Westen nichts Neues)                    |            |
| Park Chan-wook                   | Decision to Leave                                               |            |
| Todd Field                       | Tár                                                             |            |
| Daniel Kwan and Daniel Scheinert | Tot a la vegada a tot arreu (Everything Everywhere All at Once) |            |
| Martin McDonagh                  | The Banshees of Inisherin                                       |            |
| Gina Prince-Bythewood            | The Woman King                                                  |            |